# Fernmeldeturm Waldenbuch

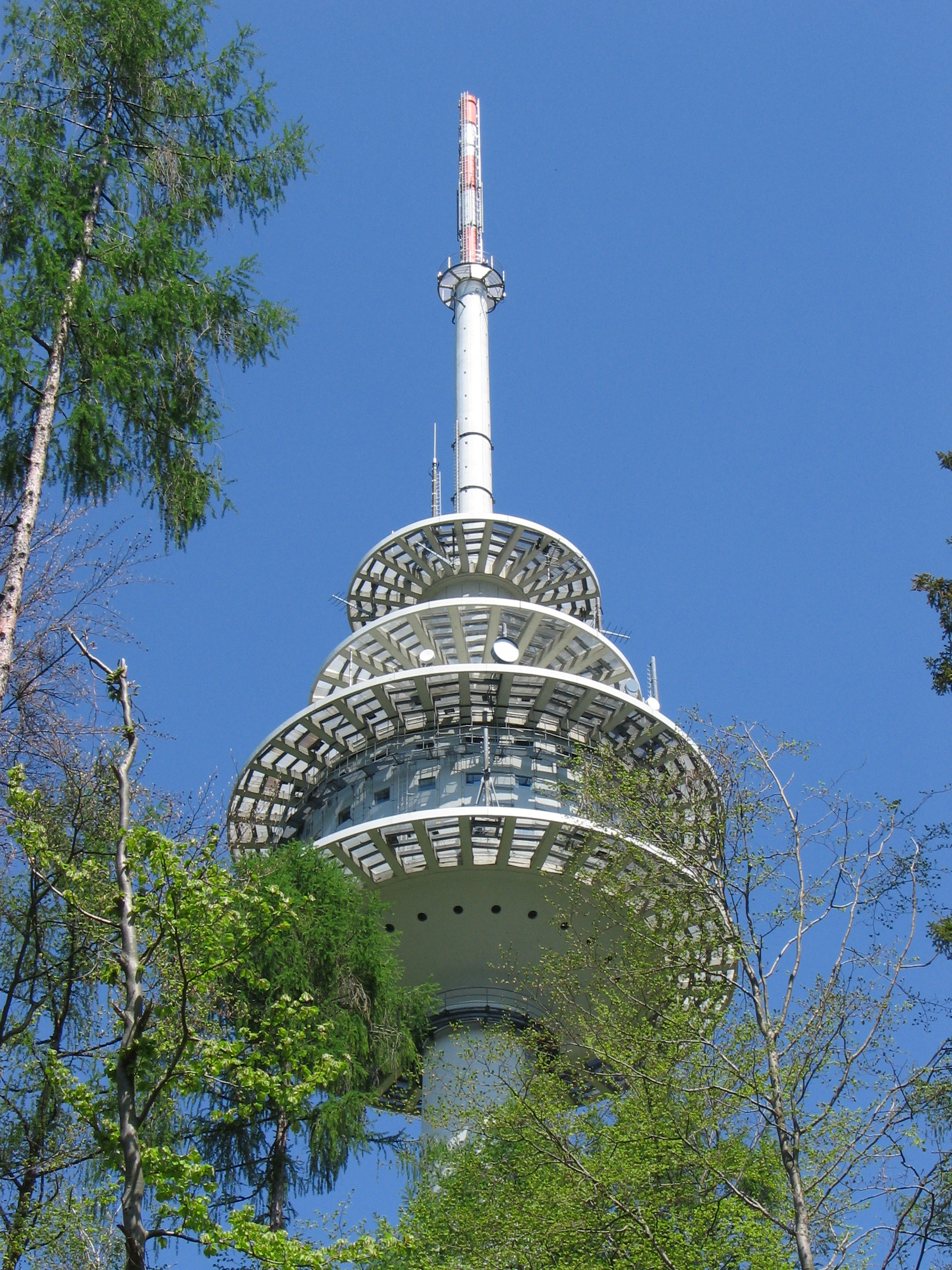
Funkturm Waldenbuch

Der Fernmeldeturm Waldenbuch ist ein 127,55 m hoher Fernmeldeturm der Deutschen Telekom AG im Schönbuch im baden-württembergischen Landkreis Esslingen (Deutschland).
Der 1976 in Stahlbetonbauweise fertiggestellte Fernmeldeturm Waldenbuch ist ein Typenturm (FMT 2/73). Dieser Typ stellt eine konstruktiv überarbeitete Version des Mitte der 1960er Jahre entwickelten Typs FMT 2 dar, der damit nicht nur den fortgesetzten Aufschwung der Richtfunkübertragungstechnik in den 1970er Jahren dokumentiert, sondern auch die Anstrengungen, die Erstellungskosten dieser typisierten Bauten weiter zu verringern.
Der Fernmeldeturm wurde nach Plänen aus dem Jahr 1969 von den Architekten Heinle, Hoyer und Teutschbein errichtet. Er besitzt vier Plattformen auf 75, 84, 92 und 100 m Höhe; zwischen den beiden unteren Plattformen befindet sich ein Betriebsraum. Die Betonschafthöhe beträgt 102,55 m, bei einem Schaftdurchmesser von 8 m unten und 5 m oben.

## Geographische Lage
Der Fernmeldeturm Waldenbuch steht auf dem Betzenberg (499,5 m ü. NN) in der Gemarkung von Aichtal-Neuenhaus, das im Landkreis Esslingen rund 4,5 km östlich liegt. Direkt am Turm vorbei verläuft entlang des Waldwegs Dettenhäuser Sträßle die Grenze zum benachbarten Landkreis Böblingen, in dem rund 2 km nördlich des Turms die Stadt Waldenbuch liegt. Der Turm wurde am vorgenannten Waldweg zirka 170 m nordöstlich der am selben Weg gelegenen höchsten Stelle des Bergs errichtet. Etwa 60 m nördlich des Turms liegt an diesem Weg ein Vermessungspunkt auf 497 m ü. NN.

## Konstruktion
Die Entwürfe für die Mitte der 1960er Jahre neu konzipierten Typentürme FMT 1 und FMT 2 wurden in der Zeit zwischen November 1972 und Juni 1973 überarbeitet. Dabei konnte man auf konstruktive Neuerungen (radial angeordnete Stahlfachwerkkonstruktionen) bei der Gestaltung und Verankerung der Turmköpfe am Schaft zurückgreifen, die erstmals bei den kurz zuvor errichteten Fernmeldetürmen Mannheim und Koblenz angewendet worden waren. Durch diese Neuerungen konnten die überarbeiteten Versionen der Typentürme FMT 1 und FMT 2 bei ansonsten gleichem Raumprogramm und gleicher Funktionstüchtigkeit um rund 20 % günstiger ausgeführt werden als die älteren Bauarten.
Der Fernmeldeturm ist auf einem Stahlbetonkreisplattenfundament von 19,85 m Durchmesser in 4 m Tiefe flach gegründet. Der Stahlbetonschaft ist konisch geformt und seine Wandstärke nimmt von 60 cm am Fuß bis auf 30 cm am oberen Ende ab. Er wurde in Ortbeton mit einer Kletterschalung errichtet. Die Hauptplattform in 75 m Höhe wird von einer an den Schaft angesetzten, nach oben geöffneten, 5,60 m auskragenden Kegelstumpfschale getragen, jedoch reicht die Plattform nur bis zum Rand der Kegelstumpfschale. Darüber hinaus kragen 36 radial angeordnete, 3,60 m lange Stahlbetonbalken aus, die in Ringrichtung durch Stahlträger miteinander verbunden sind, um die Antennen aufzunehmen. Die Stahlbetonkragarme wurden als Fertigbetonteile geliefert. Das Betriebsgeschoss im Turmkopf ist durch eine mit Glas ausgefachte Aluminiumständerkonstruktion gegen Witterungseinflüsse geschützt. Die Decke des 8,60 m hohen Turmkopfes ist ebenfalls als Antennenplattform, analog zur unteren Tragkonstruktion gestaltet. Oberhalb des Turmkopfes sind zwei weitere kleinere Antennenplattformen angeordnet. Auf den Stahlbetonschaft ist ein durch eine Glasfaserhülle geschützter Stahlfachwerkmast aufgesetzt, der ursprünglich als Träger für UKW-Antennen für den Rundfunk diente.

## Frequenzen und Programme

### Analoges Fernsehen (PAL)
Bis zur Umstellung auf DVB-T wurden folgende Programme in analogem PAL gesendet:
| Kanal | Frequenz (MHz) | Programm                        | ERP (kW) | Sendediagramm rund (ND)/ gerichtet (D) | Polarisation horizontal (H)/ vertikal (V) |
| ----- | -------------- | ------------------------------- | -------- | -------------------------------------- | ----------------------------------------- |
| 32    | 559,25         | ZDF                             | 0,03     | D                                      | H                                         |
| 54    | 735,25         | SWR Fernsehen Baden-Württemberg | 0,03     | D                                      | H                                         |

## Sonstiges
In den Jahren 1998 bis 2006 wurden der Eurosignal-Sender und alle großen Richtfunkstrecken sowie die Kabelkopfstelle und die Fernsehumsetzer stillgelegt. Seither wird der Turm nur noch für Mobil- und BOS-Funk genutzt.
Der Fernmeldeturm Waldenbuch dient für den Stuttgarter Flughafen als Pflichtmeldepunkt für Flugverkehr nach Sichtflugregeln.